# Commission des stupéfiants des Nations unies
Pour les articles homonymes, voir CND.
La Commission des stupéfiants (de l'anglais Commission on Narcotic Drugs ou CND) est le principal organe de prise de décisions au sein du système international des Nations unies pour le contrôle des drogues. Elle est une des branches fonctionnelles du Conseil économique et social des Nations unies (ECOSOC).

## Histoire
La Commission est créée par le Conseil économique et social des Nations unies dans sa résolution 9(I) du 16 février 1946, remplaçant ainsi le Comité consultatif sur le trafic d'Opium et d'autres drogues dangereuses (Advisory Committee on Traffic in Opium and Other Dangerous Drugs), mis en place par la Société des Nations en décembre 1920.
En 2009, alors que s'ouvre la CND à Vienne, la Commission européenne publie un rapport sur les marchés des drogues illicites dans le monde depuis 1998 qui met en cause les échecs de l'ONU en matière de politiques anti-drogues.
Le 2 décembre 2020, la Commission approuvait par sa décision 63/17 le retrait du cannabis et ses dérivés du tableau IV de la Convention. Cette modification, sur base d’une recommandation de l’Organisation mondiale de la Santé (OMS),, a été soutenue par 27 états contre 25, avec 1 abstention,.

## Description

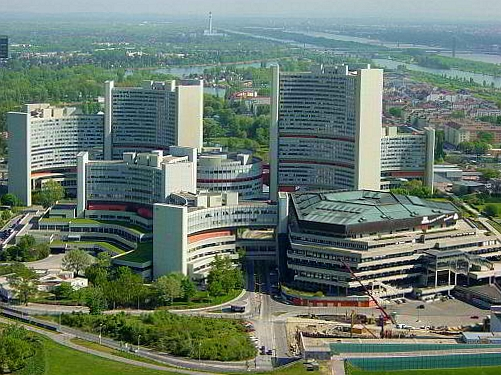
Le siège de l'Office des Nations unies à Vienne où se tiennent les réunions de la Commission

La CND est composée de 53 états membres sélectionnés par ECOSOC. Elle se rassemble annuellement au Vienna International Centre, à Vienne, en Autriche, pendant une semaine en mars, et en décembre pendant quelques jours pour des questions essentiellement d'administration.
La CND rédige des résolutions et décisions en ligne avec les trois Conventions internationales sur le contrôle des médicaments :
- la Convention unique sur les stupéfiants de 1961,
- la Convention sur les substances psychotropes de 1971,
- et la Convention contre le trafic illicite de stupéfiants et de substances psychotropes de 1988

Ces trois traités de droit international public définissent le système international de contrôle des médicaments, aussi appelé système international de contrôle des drogues.
La CND est également l'organe administratif et de gouvernance principal de l'Office des Nations Unies contre les drogues et le crime.
Les ONG accréditées comme observateurs auprès de l'ECOSOC ont le droit de participer en tant que telles aux sessions publiques de la Commission.
Le comité d'experts sur la pharmacodépendance de l'Organisation mondiale de la santé a pour mandat de fournir les évaluations scientifiques préalables, et orienter, les changements dans la classification des drogues au sein des listes de classification des Conventons. La CND a ensuite pour rôle de les valider ou non par vote. La CND dispose donc de la possibilité d'amender les tableaux de stupéfiants établis par les conventions de 1961 et de 1971.

## Pays membres

### France
La France a siégé à la Commission à plusieurs reprises depuis sa création en 1946. À partir de 2013, la France ajoute à l'agenda de la CND les problèmes liés aux trafics de drogue en Afrique de l’Ouest et au Sahel. Pour la première fois en 2014, la Mission Interministérielle de Lutte contre les Drogues et les Conduites Addictives invite des ONG françaises à collaborer sur certains points, à l'occasion de la Commission.
Membre de la Commission depuis plus d'une décennie, le Ministère des affaires étrangères présente la candidature de la France pour prolonger le siège de la France à la CND pour la période 2022-2025.

### Suisse
La Suisse a siégé à la CND lors des périodes 1961-1975, 1988-1995, 1997-2001 et 2004-2011, puis à partir de 2018.